# Успеновка (Ивановский район)
В Амурской области также есть сёла Успеновка в Белогорском районе, Успеновка в Бурейском районе и Успеновка в Завитинском районе.
Успе́новка — село в Ивановском районе Амурской области России. Входит в состав Ивановского сельсовета.

## География
Село Успеновка стоит в бассейне реки Некрасовка (левый приток Ивановки, бассейн Зеи).
Село Успеновка расположено к юго-востоку от районного центра Ивановского района села Ивановка, расстояние — 10 км.
На восток от села Успеновка идёт дорога местного значения к селу Вознесеновка.

## Население
| 2002 | 2010 | 2012 | 2013 | 2014 | 2015 | 2016 |
| ---- | ---- | ---- | ---- | ---- | ---- | ---- |
| 441  | ↘432 | ↗433 | ↘402 | ↘388 | ↘379 | ↘375 |
| 2017 | 2018 |      |      |      |      |      |
| ↘369 | ↘363 |      |      |      |      |      |

## Улицы
| - ул. Амурская, - ул. им Дрогошевского, - ул. Колхозная, | - ул. Молодёжная, - ул. Новая, - ул. Придорожная. |

## Экономика
Сельскохозяйственные предприятия Ивановского района.